# Lago Mead
(en) Lake Mead
Lake Mead é um reservatório formado pela Represa Hoover no Rio Colorado, no sudoeste dos Estados Unidos. Ele está localizado nos estados de Nevada e Arizona, 39 km a leste de Las Vegas.
É o maior reservatório dos EUA em termos de capacidade de água. Lake Mead fornece água para os estados do Arizona, Califórnia e Nevada, bem como para alguns do México, fornecendo sustento a quase 20 milhões de pessoas e grandes áreas de terras agrícolas.
Na capacidade máxima, o Lago Mead tem 180 km de comprimento, 162 m de profundidade e tem uma elevação de superfície de 375 m acima do acima do nível do mar.

## Descobrimento de restos mortais
Com o lago ficando com menos água ao longo das ultimas décadas, está se tornando frequente o aparecimento de restos mortais, em maio de 2022, um conjunto de restos humanos emergiu do reservatório do rio Colorado, que fica a 30 minutos de carro da notória Strip fundada pela máfia. O lago é uma fonte de água para cerca de 40 milhões de pessoas em cidades, tribos e fazendas, em sete estados do sudoeste e está com quase 30% de sua capacidade. Em 7 de maio de 2022, duas irmãs praticando paddle boarding no lago descobriram ossos em um banco de areia recém-surgido perto de um antigo resort da marina. De acordo com o vice-presidente do The Mob Museum, Geoff Schumacher, 'mais corpos serão descobertos'.